# Leire Olaberria
Leire Olaberria Dorronsoro (Ikaztegieta, 17 februari 1977) is een Spaanse wielrenster uit het Baskenland. Tijdens de Olympische Spelen van 2008 in Peking won ze de bronzen medaille op de Puntenkoers. In 2010 veroverde ze de Europese titel op het Omnium en werd ze derde bij het Wereldkampioenschap baanwielrennen, ook op het omnium.

## Palmares

### Baanwielrennen
2008
- Olympische Spelen puntenkoers

2010
- Wereldkampioenschap omnium
- Europeeskampioenschap omnium
- 1e Wereldbeker Sydney omnium

2011
- Spaans kampioenschap achtervolging
- Spaans kampioenschap scratch
- Spaans kampioenschap puntenkoers

### Wegwielrennen
2007
- 1e Criterium van Araxes

2009
- Spaans kampioenschap tijdrijden

2010
- Spaans kampioenschap tijdrijden
- Spaans kampioenschap op de weg

2011
- 2e in Proloog Tour de l'Ardèche